# Ґлувка (Куявсько-Поморське воєводство)
Ґлувка (пол. Główka) — село в Польщі, у гміні Слівиці Тухольського повіту Куявсько-Поморського воєводства.
У 1975-1998 роках село належало до Бидгощського воєводства.